# Fantasy

Der Wyvern, ein Archetyp der Fantasy

Fantasy (von englisch fantasy „Phantasie“) ist ein Genre der Phantastik, dessen Wurzeln in der Mythologie sowie Sagen und Märchen liegen. Ähnlich wie die Genres Science-Fiction und Horror findet Fantasy ihre wichtigsten Ausprägungen in Literatur und Film, aber auch in bildender Kunst, Musik und Spielen, allen voran Computer-, Pen-&-Paper- sowie Live-Action-Rollenspielen.
Inhaltlich werden in der Fantasy insbesondere übernatürliche, märchenhafte und magische Elemente in den Vordergrund gestellt. Oft bedienen sich ihre Autoren der Motive aus Mythen und Epen. So tauchen Sagengestalten wie Zwerge oder Zauberer auf, aber auch eigens erfundene Wesen oder anthropomorphe Tiere. Häufig wird die Handlung in eine fiktive Welt verlegt, die sich deutlich von der irdischen Realität unterscheidet. Das Fiktionale gilt innerhalb des imaginären Hintergrundes als real.

## Merkmale

### Welt
Als Hintergrund der Fantasy-Erzählung dient für gewöhnlich eine fiktive Welt, die sich in ihren Gesellschaftsstrukturen meist an historischen Epochen orientiert. Besonders beliebt ist dabei das europäische Mittelalter, doch auch Eisenzeit und Renaissance können als Vorlagen dienen. Technisch wie kulturell befindet sich die fiktive Welt deshalb fast immer auf einem Stand, der nach heutigen Maßstäben rückständig bis archaisch wirkt. Gelegentlich wird dies zu einem Dualismus erweitert, in dem sich eine dekadente Zivilisation und eine edle, aber barbarische Kultur gegenüberstehen.
Die politische Ordnung einer Fantasy-Welt gleicht meist dem Feudalismus. Hierbei handelt es sich nicht zufällig um einen Personenverbandsstaat, in dem die besonderen Beziehungen zwischen Individuen den gesellschaftlichen Zusammenhalt bewirken. Dies grenzt sich vom modernen Staatsverständnis ab, nach dem die Bürger unmittelbar Akteure des Staates sind. Die positive Errungenschaft des modernen Staatswesens, nämlich relative Gleichheit, wird in der Fantasy-Literatur selten zur Kenntnis genommen oder thematisiert. Dies rückt Fantasy in ihrer Erzählhaltung oft in die Nähe des Historienromans.
Die Religionen der Fantasy-Welt sind teilweise polytheistisch, teilweise monotheistisch geprägt, wobei sich oft konkurrierende Religionsgemeinschaften gegenüberstehen. Religion wird dabei häufig nicht nur mythisch, sondern auch magisch (nach Jean Piaget) aufgefasst: Einzelne Menschen sind in der Lage, in die physikalischen Gesetze der Welt einzugreifen. Entweder geschieht dies durch magische Kräfte (Zauberer) oder mit göttlicher Hilfe (Priester). Auch gewöhnliche Individuen sind in diese höhere Ordnung eingebunden. Die klassische Fantasy-Welt weist somit eine Einheit von Politik und Religion auf, was einer idealisierten Form der mittelalterlichen Ordnung entspricht.
Die Kulturen einer Fantasy-Welt sind zumeist an irdische Völker angelehnt, wobei antike, mittelalterliche und neuzeitliche Elemente bunt gemischt werden. Auffällig ist, dass die Völker zumeist idealisierte Gemeinschaften darstellen, die sich hinter herausragenden Persönlichkeiten wie Königen, Feldherren oder Stammesführern sammeln. Konflikte zwischen gesellschaftlichen Gruppen werden zumeist vernachlässigt, stark vereinfacht oder zwischen Individuen ausgetragen. Dies erinnert mitunter an die historistische Geschichtsschreibung und ihre Deutungsmuster.

### Rassen und Völker
In der Regel wird die Fantasy-Welt von Menschen bewohnt. Darüber hinaus können weitere Völker existieren, von denen viele werkübergreifend auftreten. Besonders beliebt sind die von J. R. R. Tolkien definierten Fantasy-Völker Zwerge, Elben und Orks, die unter dem Terminus Rassen auftauchen. Sie orientieren sich an Vorbildern aus Feen-, Elfen-, Drachen- und Koboldsagen, wie auch an dem Mythos alter Religionen, weisen aber stereotype Züge und Eigenheiten auf, die erst durch die Fantasy definiert wurden: Zwerge sind ein kleinwüchsiges Volk, leben unter der Erde, tragen einen Vollbart, sind meisterhafte Axt- und Streithammerkämpfer, Schmiede und Zecher. Elben sind unsterbliche oder zumindest langlebige Wesen, die mal als naturverbundenes Waldvolk, mal als kulturschaffende Hochzivilisation den Menschen moralisch und kulturell überlegen sind. Orks sind hässliche, aggressive Wesen, die auf Krieg und Plünderung aus sind. Goblins sind kleine, gewitzte Kobolde, die feige, aber zahlreich sind. Des Weiteren tauchen Untote wie belebte Skelette, Zombies und Vampire, Tiermenschen wie Zentauren, Minotauren, Satyre, Echsen- und Insektenwesen und Halblinge in vielen Romanen auf. Darüber hinaus können auch eigens vom Autor geschaffene Wesen, oder von diesem abgewandelte oder kombinierte Formen auftreten.
Im Fantasy-Jargon wird der Terminus Rasse sehr viel unbefangener gebraucht, als dies sonst der Fall ist. Dies liegt zum einen daran, dass es sich um eine direkte Übertragung aus dem Englischen handelt. Zum anderen besteht nach biologischer Definition oft ein auf Rasse basierendes Verwandtschaftsverhältnis zwischen den einzelnen Völkern, da sie auch miteinander fertile Nachkommen hervorbringen können. So treten gelegentlich Halbelben als Abkömmlinge von Mensch und Elb auf. Welche Rassen allerdings untereinander Nachkommen zeugen können, kann von Werk zu Werk verschieden sein. Die Darstellung der Rassen und Völker weist oft rassistische und biologistische Tendenzen auf. So werden die Orks meistens als böse, verschlagen und degeneriert dargestellt, wobei ihnen ihre Aggressivität und Mordlust angeboren ist. Andere Rassen werden zwar weniger negativ, aber keineswegs differenzierter präsentiert. Neuere Werke der Fantasy haben diese Tendenz zumindest teilweise abgeschwächt.

### Motive und Erzählstrukturen
Die Fantasy greift oft auf erprobte Motive der Abenteuerliteratur zurück: Schwertkämpfe und Monsterbegegnungen, Reisen zu exotischen Orten, epochale Schlachten, Hofintrigen und der Kampf gegen einen mächtigen Gegner, der eindeutig dem Bösen zugerechnet werden kann. Als klassische Erzählstruktur dient die Quest (siehe Heldenreise), wobei inzwischen auch Einflüsse durch Filme, Computer- und Rollenspiele erkennbar sind. Der Handlungsbogen ist zumeist episch angelegt und bezieht die ganze Welt in die Ereignisse mit ein. Oft sind Einflüsse des Bildungsromans, Entwicklungsromans oder Internatsromans spürbar, wenn die Hauptfigur zunächst eine Ausbildung als Zauberer, Krieger oder Adeliger durchlaufen muss, ehe die eigentliche Handlung einsetzt.
Im Zentrum der Erzählung steht dabei oft ein einzelner Held gemeinsam mit einem oder mehreren Begleitern, von deren Handeln das Schicksal des fiktiven Handlungsortes abhängt. Die Helden sind dabei oft extrem mächtig und anderen, an sich vergleichbaren Personen weit überlegen, oder aber entwickeln sich von einem Taugenichts zu einem solchen überlegenen Helden.
Wie jedes Genre hat auch die Fantasy ihre eigenen Stereotypen und Klischees entwickelt. Insbesondere die Spielindustrie hat das Genre durch Spiele wie Dungeons and Dragons, Warhammer, Magic: The Gathering oder, insbesondere im deutschen Sprachraum, Das Schwarze Auge stark formalisiert. Handlungselemente werden immer wieder verwendet, um Lesern den Einstieg zu erleichtern und ihnen das zu liefern, was sich bewährt hat.

## Geschichte

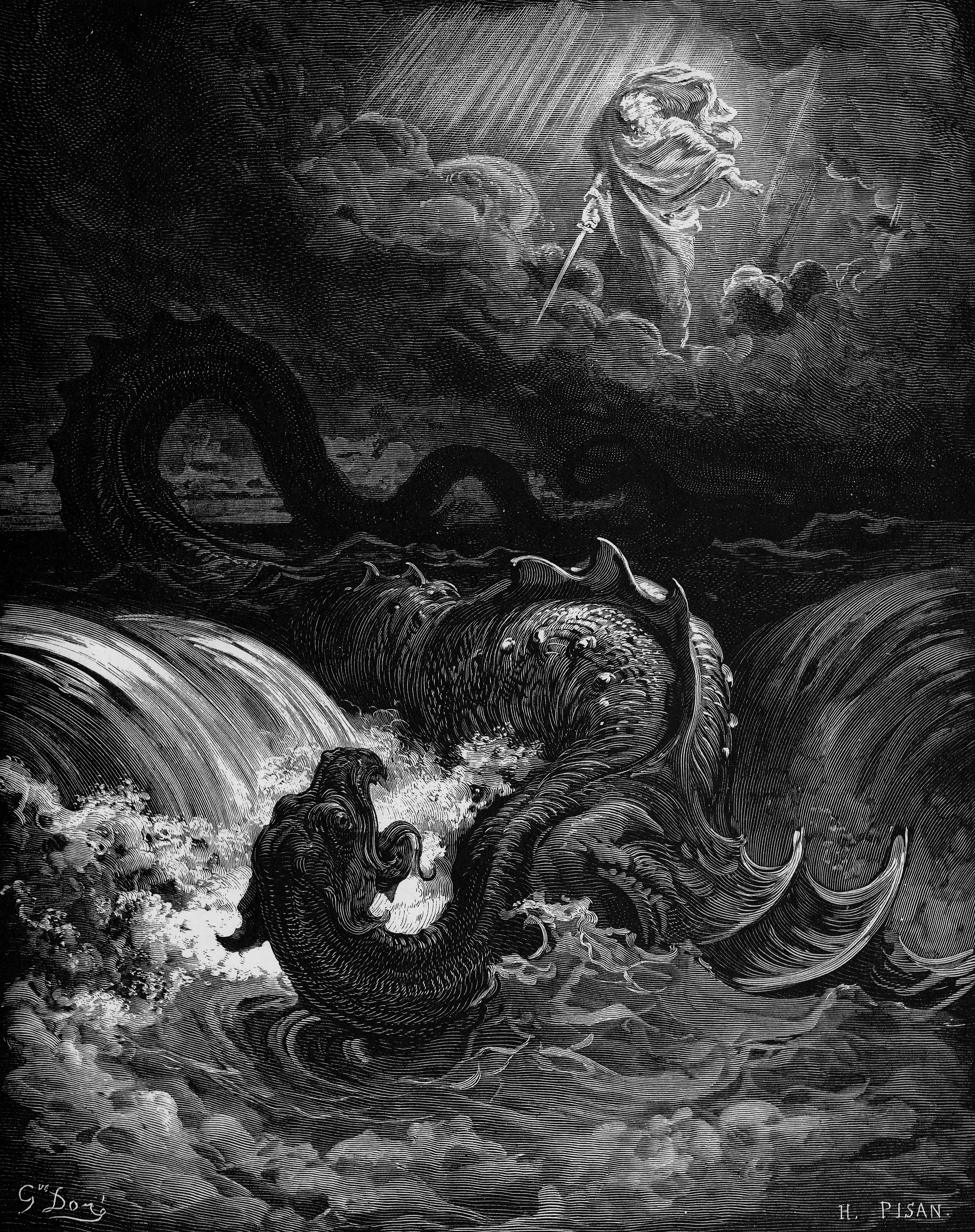
Der Kampf gegen übernatürliche Wesen und Monster – ein alter literarischer Topos

### Wurzeln
Als Ursprung der Fantasy-Literatur gelten Sagen und Epen, in denen frühere Kulturen die Geschichten ihrer Götter und Helden festhielten. Ein bekanntes Beispiel ist das Epos über den babylonischen Herrscher Gilgamesch und seine abenteuerliche Suche nach Unsterblichkeit, das bereits um 1750 vor Christus verfasst wurde und seinen Protagonisten in phantastische Welten aufbrechen lässt. Ähnlich verhält es sich mit Homers Werk Ilias, dem Nibelungenlied, den Märchen vom Waweldrachen, dem Heldenreim um Beowulf, der Geschichtensammlung Tausendundeine Nacht oder den Erzählungen um König Artus, die zahlreiche phantastische Elemente enthalten. In der Renaissance wiederentdeckt, wurden sie von zahlreichen Autoren auch gerne umgeschrieben oder erweitert. Zwei der bekanntesten Beispiele hierfür stellen das erstmals 1516 mit zunächst 40 Gesängen in Versform gedruckte Werk Der rasende Roland von Ludovico Ariosto sowie das 1590 von Edmund Spenser verfasste allegorische Epos Die Königin der Feen dar.
Auch die frühen Autoren satirischer und utopischer Romane griffen die Erzählstruktur und die Figuren der Sagen und Epen auf, wie 1726 Jonathan Swift in Gullivers Reisen sowie 1741 Ludvig Holberg in Niels Klims unterirdische Reise. Die mitteleuropäische Begeisterung für vorzeitliche Epik schlug sich zudem in den Gesängen des fiktiven Barden Ossian nieder.

### Entwicklung der Phantastik im 19. Jahrhundert
Die Frühromantik war geprägt von einer philosophisch motivierten Begeisterung für übersinnliche Welten: Es entstanden Volksmärchensammlungen, Kunstmärchen und Bildungsromane mit phantastischen Komponenten, oft in mittelalterlichen Settings, die auch für die High Fantasy überaus typisch sind. Autoren wie Novalis (Heinrich von Ofterdingen), Ludwig Tieck (Die Elfen) und Friedrich de La Motte Fouqué (Undine) nahmen strukturell und inhaltlich wesentliche Elemente der Fantasy-Literatur vorweg. Besonders zu betonen ist die Vermischung der literarischen Gattungen; eine zentrale Forderung der romantischen Universalpoesie. So ist etwa Novalis’ Romanfragment Heinrich von Ofterdingen mit Gedichten und Märchen verschiedener Art durchsetzt, was später im Werk Tolkiens eine ebenso zentrale Rolle einnehmen sollte.
In der Spätromantik begannen Autoren wie E. T. A. Hoffmann oder Edgar Allan Poe verstärkt damit, übernatürliche Elemente in ihre Romane und Erzählungen einzubinden. Diese neue Literaturrichtung der Phantastik erwies sich auf dem entstehenden Buchmarkt als verkaufsträchtig, wobei vor allem Schauer- und Abenteuerromane von Autoren wie Walter Scott, Henryk Sienkiewicz, George MacDonald (Die Prinzessin und der Kobold), Henry Rider Haggard, Sara Coleridge und William Morris erfolgreich waren. Bedeutend ist auch der Dichter und Komponist Richard Wagner, der mit seinen monumentalen, auf nordischer Mythologie beruhenden Bühnendramen (Der Ring des Nibelungen) die Fantasy maßgeblich beeinflusste.
Auch die Anfänge der Science-Fiction, die bis heute in einer engen thematischen, wenn auch nicht inhaltlichen Nähe zur Fantasy steht, finden sich in dieser Zeit. So wäre die heutige Fantasy undenkbar ohne die Vorarbeit von Jules Verne, Edgar Rice Burroughs (John Carter vom Mars), Jerzy Żuławski (Mondtrilogie), Emile Erckmann und Alexandre Chatrian, Herbert George Wells, Lord Dunsany, Mary Shelley (Frankenstein), Bram Stoker (Dracula), Robert Louis Stevenson (Der seltsame Fall des Dr. Jekyll und Mr. Hyde), Mark Twain (Ein Yankee am Hofe des Königs Artus) und Oscar Wilde (Das Bildnis des Dorian Gray).

### Entstehung im 20. Jahrhundert
Als eigenständiges Literaturgenre entstand die Fantasy schließlich im 20. Jahrhundert. Als ihr Begründer wird oft J. R. R. Tolkien (Der Herr der Ringe) genannt, der mit seinen Werken vor allem in den späten 1960er-Jahren einen regelrechten Boom auslöste und von vielen Fantasy-Autoren als Vorbild angeführt wird. Als weitere Ahnherren der Fantasy gelten Robert E. Howard (Conan der Cimmerier), E. R. Eddison (Der Wurm Ouroboros) und C. S. Lewis (Die Chroniken von Narnia). Maßgeblich geprägt haben das Genre in der ersten Hälfte des 20. Jahrhunderts außerdem Fritz Leiber (Fafhrd und der Graue Mausling), Poul Anderson (Das geborstene Schwert) und Fletcher Pratt (Die Quelle des Einhorns).
Nach dem ersten Tolkien-Boom ab 1954 prägten zahlreiche weitere Autoren das Genre, etwa Ursula K. Le Guin, Peter S. Beagle und Anne McCaffrey in den 1960er-Jahren, Marion Zimmer Bradley, Michael Moorcock und Stephen R. Donaldson in den 1970er-Jahren, Terry Brooks, Raymond Feist und Tamora Pierce in den 1980er-Jahren. Die Entstehung des Fantasy-Rollenspiels in den 1970er-Jahren wurde maßgeblich von der Fantasy-Literatur beeinflusst, wodurch umgekehrt auch das Interesse an den geschriebenen Werken zunahm. In den 1980er- und 1990er-Jahren entwickelten sich parallel zu der klassischen High Fantasy, die von Autoren wie David Eddings, Tad Williams, Terry Goodkind, Robert Jordan und Robin Hobb weitergetragen wurde, neue Subgenres wie die Urban Fantasy oder die Humoristische Fantasy.

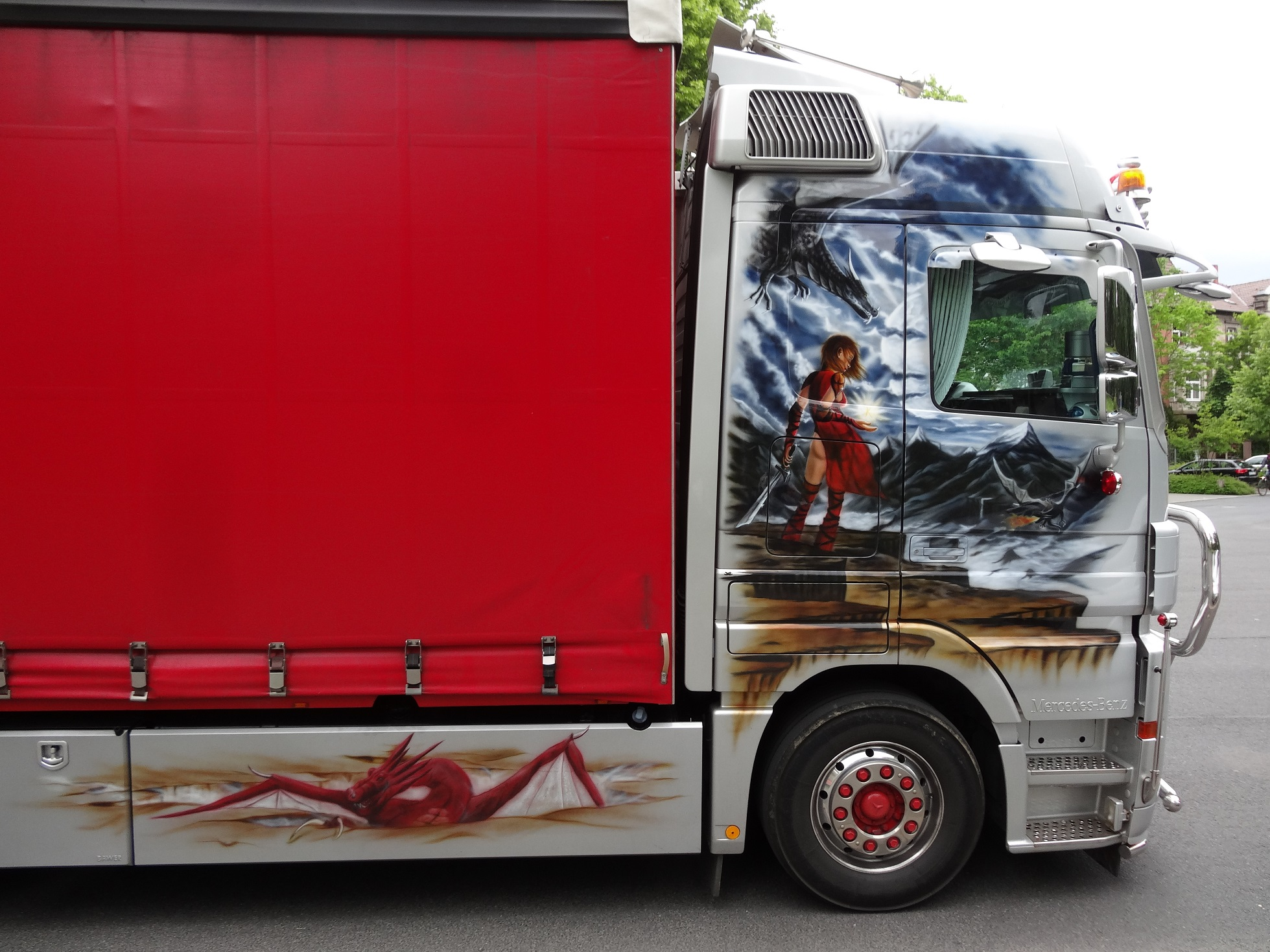
Fantasymotive auf Zugmaschine

### Entwicklung im 21. Jahrhundert
Zu Beginn des neuen Jahrhunderts erlebte die Fantasy sowohl in der Literatur als auch im Film einen neuen Aufschwung. Als Auslöser gelten insbesondere der Erfolg der Harry-Potter-Bücher und -Filme, sowie die Herr-der-Ringe-Verfilmungen. Die Neuverfilmungen der Chroniken von Narnia oder die Buchreihen Percy Jackson und Eragon trugen ebenfalls zu der Fantasy-Welle der 2000er Jahre bei, die zum Teil bis heute anhält. Auch Subgenres wurden populär, beispielsweise die Dark Fantasy. In der zurzeit vorherrschenden High Fantasy zeichnet sich eine Entwicklung zu einer vielschichtigeren Behandlung der Fantasy-Motive ab, etwa durch Verzicht auf Genrekonventionen. Als Wegbereiter dieser modernen High Fantasy gelten George R. R. Martin, Steven Erikson und J. V. Jones. Als kommerziell erfolgreich und von einer lebendigen Fankultur getragen, gelten gegenwärtig Brandon Sanderson, Andrzej Sapkowski, Patrick Rothfuss und R. A. Salvatore.

## Diskurse der Fantasy

### Überschneidungen mit anderen Genres
In der Fantasy finden sich viele Motive aus anderen Subgenres der Phantastik. Viele Autoren und Verlage sind zugleich in mehreren Genres aktiv, so dass es zu einer personellen wie inhaltlichen Überschneidung kommt und eine klare Abgrenzung oft nicht möglich ist. Deutliche Überschneidungen finden sich unter anderem mit Werken aus den Bereichen Horror, Body-Horror, Science-Fiction, Utopien, sowie Märchen und Fabeln.
Darüber hinaus gibt es zahlreiche Hybridformen wie beispielsweise Star Wars, das eine Science-Fiction-Kulisse mit Fantasy-Motiven anreichert, oder den Cthulhu-Mythos, in dem Science-Fiction, Horror und Fantasy zusammenfließen.

### Literarische Wertung
Fantasy wird oft als reine Unterhaltungs- und Trivialliteratur betrachtet, da sie in ihrer Entstehungszeit zumeist in Pulp-Magazinen erschien und sich an ein entsprechendes Publikum richtete. Nach den kulturellen Wertungskategorien Hoch- und Popkultur wird Fantasy für gewöhnlich der Popkultur zugeordnet. Das Verschwimmen der Grenzen zwischen unterhaltender und ernster Literatur macht jedoch auch vor der Fantasy nicht halt. Fantasy-Motive finden sich in zeitgenössischen Romanen und Filmen wieder und auch die Literaturwissenschaft nimmt sich verstärkt der Fantasy an.

### Vermarktung und Seriencharakter
Trotz der zunehmenden Akzeptanz wird die Fantasy in der Regel weiterhin als Genreliteratur vermarktet. Covergestaltung, Werbung und Publikationsform richten sich nach dem vermeintlichen oder tatsächlichen Geschmack der Fantasy-Leser, deren Interesse durch die Publikation von Serien aufrechterhalten werden soll. Dabei kommt es zwangsläufig zu einer Wiederholung genretypischer Elemente, die eine Weiterentwicklung des Genres erschwert. So können immer wieder inhaltlich von der Kritik als belanglos betrachtete Werke allein durch die Verwendung klassischer Themen einen kommerziellen Erfolg erringen, während es als anspruchsvoller oder ungewöhnlicher betrachtete Romane deutlich schwerer haben, sich durchzusetzen.

### Eskapismus
Der Fantasy wird ein Hang zum Eskapismus unterstellt, weil sie meist eine mittelalterlich geprägte, vereinfachend strukturierte Gesellschaft darstellt und somit die gesellschaftlichen, politischen oder kulturellen Realitäten und Probleme unserer Zeit ausblendet oder verdrängt. Dieser Vorwurf trifft auf viele Werke zu, verschweigt aber, dass bereits die frühe Fantasy-Literatur ihren fiktiven Hintergrund dazu genutzt hat, philosophische Fragen zu erörtern oder gesellschaftliche Probleme aufzuzeigen, etwa die König-Artus-Buchreihe von T. H. White. Auch zeitgenössische Fantasy greift immer wieder aktuelle Fragestellungen wie Krieg, Nationalismus oder religiösen Extremismus auf.
Tolkien bezeichnet in seinem Aufsatz On Fairy-Stories von 1937 den Eskapismus als integralen Bestandteil der Fantasy. Danach bestehen die Funktionen einer Fantasy-Geschichte immer auch darin, erstens die Phantasie zu wecken („Fantasy“), zweitens den Lesern Wiederherstellung zu ermöglichen („Recovery“), drittens Fluchtmöglichkeiten („Escape“) und viertens Trost („Consolation“) zu gewähren. Während die Phantasie gewissermaßen die Eintrittskarte in die phantastischen Welten ist, versteht Tolkien die Wiederherstellung als ein „Wiedererlangen eines klaren Blicks“ und die Einnahme einer neuen Perspektive. Beim Begriff der Flucht unterscheidet Tolkien zwischen zwei Varianten, die er als die Flucht des Deserteurs und die Flucht des Gefangenen charakterisiert. Ersterer ist einfach ein Feigling, der weglaufen will. Gefangenen aber könne man den Willen zur Flucht nicht übelnehmen. Ihre Flucht ist mehr Widerstand als bloßes Weglaufen. Somit versteht Tolkien die Fluchtmöglichkeit, die das Genre Fantasy bietet, als Möglichkeit zur Erfüllung von Sehnsüchten und Befriedigungen, die die reale Welt nicht bieten kann. Für ihn ist eine der wichtigen Funktionen von Fantasy die Rückkehr zu dem im Mythos und im mythischen Denken verankerten Zustand der Verzauberung.

### Rassismus, Sexismus und Reaktion
Ein weiterer Vorwurf an die Fantasy ist die als reaktionär empfundene, vereinfachende Weltsicht vieler Romane, die den Obrigkeitsgedanken gegenüber feudalen Strukturen, eine konservative Ausgestaltung der Geschlechterrollen und die Überbetonung der Unterschiede zwischen Völkern bzw. Rassen enthält. Obwohl sich diese pauschale Kritik durch zahllose Gegenbeispiele widerlegen lässt, kann man eine gewisse Ambivalenz der Fantasy in diesen Spannungsfeldern nicht leugnen, was vor allem auf die Pulp-Vergangenheit des Genres zurückzuführen ist. Moderne und teilweise alte Fantasy blendet diese Fragen nicht aus, sondern behandelt sie im Gegenteil zumeist sehr komplex.

## Subgenres
Die Fantasy-Literatur kann in folgende nicht streng voneinander abgrenzbare Untergruppen gegliedert werden; manche Werke weisen auch Merkmale mehrerer Subgenres auf:
- Romantasy: Fantasy sowohl in der realen Welt wie auch in fiktiven Fantasiewelten. Hauptsächliche Eigenschaft ist das Zusammentreffen von Romantik auf Fantasy, wobei beides eine ebenbürtige Rolle spielt.
- High Fantasy: Klassische Fantasy, die in einer fiktiven Fantasiewelt angesiedelt ist, zumeist mittelalterlich geprägt und mit Betonung der Magie; oftmals im Stil Tolkiens gehalten und entsprechend episch. Werke der High Fantasy erstrecken sich oftmals über mehrere Bände, in denen sich ein Held – oder eine Gruppe von Helden – auf eine abenteuerliche Reise (Quest) begibt, um eine Aufgabe zu lösen oder um sich auf die Suche nach einem magischen Gegenstand zu machen. Bekannte Werke: Der Herr der Ringe von J. R. R. Tolkien, Das Geheimnis der Großen Schwerter von Tad Williams, Das Spiel der Götter von Steven Erikson, Das Lied von Eis und Feuer von George R. R. Martin, Erdsee von Ursula K. Le Guin, Das Rad der Zeit von Robert Jordan, Die Elfen von Bernhard Hennen und James Sullivan, Die Belgariad-Saga von David Eddings, Eragon von Christopher Paolini und Die Zwerge von Markus Heitz.
- Low Fantasy oder Sword and Sorcery (wörtl.: Schwert & Zauberei, jedoch als 'Schwert und Magie' bezeichnet) oder Heroische Fantasy: Abenteuer- und Pulp-Literatur, die in einer fiktiven Fantasiewelt angesiedelt ist. Im Zentrum der Handlung steht zumeist ein einsamer, unerschrockener Held, der sich natürlichen und übernatürlichen Problemen stellt. Bekannte Werke: Conan von Robert E. Howard, der Lankhmar-Zyklus von Fritz Leiber.
- Contemporary und Urban Fantasy: Klarer Realitätsbezug, aber gebrochen durch fantastische Elemente. Hierbei handelt es sich um Romane und Erzählungen, in denen die reale Welt mit phantastischen, magischen Welten verschmilzt. Bekannte Werke: American Gods von Neil Gaiman, Harry Potter von Joanne K. Rowling, die Bartimäus-Buchreihe von Jonathan Stroud, Percy Jackson von Rick Riordan
  - In einer Untergruppe der Contemporary Fantasy, die von manchen Literaturwissenschaftlern und Kritikern als gesonderte Gruppe angesehen wird, sind es Portale, durch die Protagonisten in die fiktionale Welt gelangen und dort Abenteuer erleben. Fantasy-Welt und reale Welt bleiben schlussendlich voneinander getrennt. Bekannte Werke: Die unendliche Geschichte von Michael Ende, Die Chroniken von Narnia von C. S. Lewis, Peter Pan von J. M. Barrie, Alice im Wunderland von Lewis Carroll, Der Zauberer von Oz von Lyman Frank Baum.
- Zeitreisegeschichten: mit Hilfe von Gegenständen oder durch eine besondere Gabe reisen Protagonisten in die Vergangenheit oder Zukunft. Wenn dieses mit technischen Geräten erreicht wird, handelt es sich nicht um ein Subgenre der Fantasy, sondern der Science-Fiction. Bekannte Werke: Feuer und Stein von Diana Gabaldon, Die Frau des Zeitreisenden von Audrey Niffenegger, Am Abgrund der Zeit von Andreas Schreiner
- Kunstmärchen, Märchenromane: Märchenhafte und poetische Fantasy, oft auch modernisierte Märchen. Bekannte Werke: Die unendliche Geschichte von Michael Ende, Blaubarts Zimmer von Angela Carter, Der Zauberer von Oz von Lyman Frank Baum.
- Animal Fantasy: Fantasy im Tierreich, Tiere als Heldenfiguren. Bekannte Werke: Die Wölfe der Zeit von William Horwood, Watership Down von Richard Adams, Gewiefte Wiesel von Garry D. Kilworth, Warrior Cats von Erin Hunter, Als die Tiere den Wald verließen von Colin Dann
- Science Fantasy: Mischung aus Fantasy- und Science-Fiction-Elementen; eine Variante dieser literarischen Richtung ist der Steampunk. Bekannte Werke: Perdido Street Station von China Miéville, Höhlenweltsaga von Harald Evers, Darkover-Zyklus von Marion Zimmer Bradley, Drachenreiter-von-Pern-Serie von Anne McCaffrey, Otherland von Tad Williams, His Dark Materials von Philip Pullman, Die Seltsamen von Stefan Bachmann
- Dark Fantasy: Tendenziell dem Horror zugetane Richtung, in der sich Düsteres und Unheimliches mit der traumartigen Welt der Fantasy vermischt. Häufig spielen Leidenschaft und Erotik eine große Rolle. Bekannte Werke: Bis(s)-Reihe von Stephenie Meyer, Der Dunkle Turm von Stephen King, Thomas Covenant der Zweifler von Stephen R. Donaldson, Die Saga von Kane von Karl Edward Wagner, Die schwarzen Juwelen von Anne Bishop, die Geralt-Saga von Andrzej Sapkowski.
- All Age Fantasy: Phantastische Romane und Erzählungen, die Leser jenseits von Altersgrenzen ansprechen. Ursprünglich eher für ein junges Publikum geschrieben, begeistert diese Literatur inzwischen immer mehr erwachsene Leser, da die Autoren spannende Abenteuer mit vielschichtiger Unterhaltung und einer phantastischen Atmosphäre verknüpfen. Bekannte Werke: Harry Potter von Joanne K. Rowling, His Dark Materials von Philip Pullman, Artemis Fowl von Eoin Colfer.
- Humoristische Fantasy: Parodistischer oder ironischer Umgang mit Fantasy-Motiven oder klassischen Legenden und Mythen. Bekannte Werke: Zamonien-Zyklus von Walter Moers, Scheibenwelt-Romane von Terry Pratchett, Dämonen-Reihe von Robert Asprin, Der Nomadengott von Gerd Scherm, Krishna-Zyklus von Lyon Sprague de Camp.
- Pseudodokumentation: Fiktive Sachbücher mit fantastischem Inhalt. Bekannte Werke: Halbritters Tier- und Pflanzenwelt von Kurt Halbritter, Phantastische Tierwesen & wo sie zu finden sind von Newt Scamander alias Joanne K. Rowling.
- Pseudohistorische Fantasy: Neue Auslegung einer Epoche durch Einflechtung phantastischer Elemente. Die im Idealfall sehr gut recherchierten Romane spielen nicht in fremden fiktiven Fantasiewelten, sondern auf unserer Erde in einer geschichtlichen Zeit (häufig dem Mittelalter oder einer prähistorischen Zeit), in der der Glaube an Magie und Zauberei weit verbreitet war oder gar einen hohen Stellenwert hatte. Oft greifen die Autoren auf überlieferte Sagen und Legenden oder auf historische Ereignisse bzw. Personen zurück. Bekannte Werke: Am Hofe des Sonnenkönigs von Vonda N. McIntyre, Dr.-Faustus-Trilogie von Kai Meyer, Die Feuerreiter Seiner Majestät von Naomi Novik, Avalon-Reihe von Marion Zimmer Bradley, Schwarze Nebel von Michael Crichton (mit pseudodokumentarischem Rahmen).
- Social Fantasy: Fantasy-Literatur, die ihren Schwerpunkt auf sozial- und gesellschaftskritische Themen sowie mögliche politische Utopien wie den Anarchismus legt. Bekannte Werke: Erdsee-Reihe von Ursula K. Le Guin.

## Fantasy außerhalb der Literatur

### Film
Auch das Kino und das Fernsehen hat sich bereits des Öfteren dem Genre zugewandt, wenn auch vergleichsweise seltener als dem der Science Fiction. Abgesehen von den frühen Märchenfilmen, einigen Fantasyfilmen Walt Disneys wie etwa Das Geheimnis der verwunschenen Höhle (1959) und einer ersten Zeichentrickversion des gleichnamigen Kult-Romans Der Herr der Ringe (USA, 1978) wurde echter Fantasy-Stoff erst ab den 1980er-Jahren aufgegriffen. Damals entstanden Filmklassiker wie Excalibur (USA/GB, 1981), Kampf der Titanen (GB, 1981), Der Drachentöter (USA, 1981), Der dunkle Kristall (USA/GB, 1982), Legende (GB, 1985) und Die Reise ins Labyrinth (GB/USA, 1986). Auffallend ist, dass keiner der erfolgreichen Fantasy-Romane verfilmt wurde; Der Herr der Ringe galt nach dem an der Kinokasse erfolglosen Bakshi-Film als zu schwieriger Stoff, andere Romane offenbar als zu schlechte Vorlage. Einzige Ausnahme blieb eine Verfilmung des Romans Die unendliche Geschichte (D/USA, 1984) von Michael Ende. Mit dem Film Willow (USA, 1988) versuchte Produzent George Lucas seinen Science-Fiction-Erfolg mit Star Wars (USA, 1977) auch im Fantasy-Bereich zu wiederholen, was ihm allerdings verwehrt blieb.
Auch in den 1990er-Jahren blieben echte Fantasy-Filme selten; größeren Erfolg hatte Dragonheart (USA, 1996). Stattdessen entdeckte das Fernsehen das Genre für sich und kreierte mehrere Fantasy-Serien, etwa Robin Hood (GB, 1984–1986), Hercules (USA/NZ, 1995–1999), Xena (USA/NZ, 1995–2001) und Charmed – Zauberhafte Hexen (USA, 1998–2006).
In den 2000er-Jahren wagte sich schließlich Regisseur Peter Jackson an die Verfilmung (NZ/USA, 2001) von Der Herr der Ringe und erntete mit der Filmtrilogie einen großen Erfolg an den Kinokassen. Zusammen mit den ebenfalls erfolgreichen Harry-Potter-Verfilmungen schuf er damit eine Basis für weitere Verfilmungspläne. So haben auch Cornelia Funkes Tintenherz und die Narnia-Reihe von C. S. Lewis den Weg auf die Leinwand gefunden.

### Serien
Infolge des Erfolgs der Serie Game of Thrones (2011–2019) wurden zahlreiche Fantasy-Serien angekündigt, die ab dem Ende von Game of Thrones nach und nach erscheinen. Im Jahr 2019 starteten beispielsweise die Serien The Witcher, His Dark Materials, Carnival Row und Der dunkle Kristall: Ära des Widerstands. Außerdem startete im Jahr 2022 mit Der Herr der Ringe: Die Ringe der Macht die bislang teuerste Fantasy-Serie.

### Brett- und Rollenspiele
Fantasy diente früh als Hintergrund für zahlreiche Brettspiele, Spielbücher und vor allem Rollenspiele (Pen-&-Paper-Rollenspiele und Live-Rollenspiele). Gerade im Zuge der Rollenspielwelle – ausgelöst vom Marktführer Dungeons and Dragons (D&D) in den 1980er- und 1990er-Jahren – ergaben sich Wechselwirkungen mit der Fantasy-Literatur; einige Autoren fanden über das Rollenspiel zur Fantasy-Literatur und umgekehrt. Zudem wurden einige Rollenspiele literarisch verarbeitet, so dass etwa die Drachenlanze-Romane von Margaret Weis und Tracy Hickman oder die Forgotten-Realms-Reihe von R. A. Salvatore entstanden. Besondere Bedeutung erlangten die Fantasy-Spielbücher, die als Vorläufer des Textadventures angesehen werden; bekannt wurden unter anderem Einsamer Wolf von Joe Dever und die Fighting-Fantasy-Reihe von Steve Jackson.
In den späten 1990er-Jahren drang die Fantasy-Thematik in andere Spielbereiche vor. Vor allem das Sammelkartenspiel Magic: The Gathering feierte Erfolge, zog einige Spieler vom klassischen Rollenspiel ab und eröffnete gleichzeitig anderen Personen, die bisher keinen Zugang zur Fantasy hatten, dieses Genre. Nach der neuen Fantasy-Welle im Zuge der Tolkien-Verfilmung in den 2000er-Jahren wurden Live-Rollenspiele und das klassische Pen-&-Paper-Rollenspiel gesellschaftsfähiger, allerdings ist der Absatz der Rollenspielverlage seit Jahren rückläufig.

### Videospiele
Im Bereich des Videospiels wurden von jeher Fantasy-Motive verwendet, wie überhaupt alle fantastischen Genres Eingang in die Computerspielkultur gefunden haben. Vom frühen Textadventure wie etwa Guild of Thieves von der Firma Magnetic Scrolls bis hin zu frühen Rollenspielumsetzungen wie Ultima von der Firma Origin wurden immer wieder Fantasy-Stoffe aufgegriffen. Mit der computerspieltypischen Quest entstand eine archetypische Erzählstruktur, die später wiederum in die Fantasy-Literatur zurückfand.
In den 1980er-Jahren entstanden mehrere berühmte Fantasy-Computerspiele, etwa The Legend of Zelda, Final Fantasy, Phantasy Star, Dungeon Master, das bereits erwähnte Ultima oder The Bard’s Tale, die teilweise bis heute fortgesetzt werden. In den 1990er-Jahren gelangten vor allem die Umsetzungen der D&D-Rollenspiele (etwa Champions of Krynn oder Eye of the Beholder), die Fantasy-Parodie Simon the Sorcerer, das Rollenspiel Lands of Lore, das Adventure Erben der Erde oder die Nordland-Trilogie sowie das Strategiespiel Dungeon Keeper größere Bekanntheit. In den 2000er-Jahren ermöglichten eine immer ausgefeiltere Grafik und höhere Rechenleistung der Computer immer detailliertere Welten, so dass heutige Computerspiele einen unglaublichen Umfang erreichen. Als Meilensteine gelten hier die Spiele Diablo und Dungeon Siege, das Strategiespiel Warcraft und die Rollenspiele World of Warcraft, Baldur’s Gate, Neverwinter Nights, Gothic, The Elder Scrolls, Sacred, Dark Age of Camelot und Fable. Die Verfilmungen des Herrn der Ringe und der Harry-Potter-Reihe führten ebenfalls zu Umsetzungen im Computerspielbereich, wie überhaupt eine immer engere Verzahnung von Literatur, Kino und Computerspiel zu beobachten ist. So wurde das Fantasy-Spiel Dungeon Siege von Regisseur Uwe Boll 2007 filmisch als Schwerter des Königs – Dungeon Siege umgesetzt.

### Musik

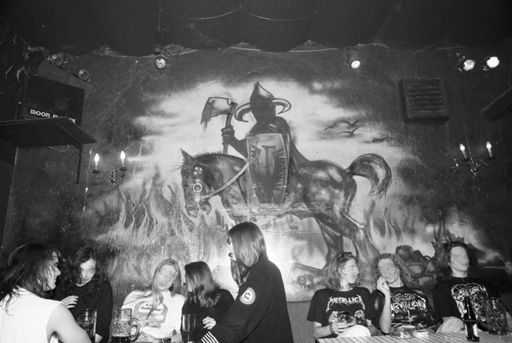
Die Diskothek Fantasy in München (1981–2001) spielte ausschließlich Heavy Metal

Mechanisches Flächenland 1, 2014
Diasec, 100 × 280 cm
Künstler: Matthias A. K. Zimmermann

Mit Filk existiert eine eigene Musikrichtung und -kultur, deren Lieder Geschichten aus und über Fantasy- und Science-Fiction-Literatur und -Medien erzählen. Des Weiteren findet sich Fantasy im Progressive Rock und besonders im Heavy Metal wieder. Obschon der Begriff Fantasy Metal existiert, wird dieser selten verwendet, da sich Themen aus der Fantasy in so gut wie allen Metal-Stilen finden lassen, besonders im Power- und im Epic Metal. Sehr beliebt sind bei Metal-Alben auch Plattencover mit Fantasy-Motiven. Diese werden häufig sogar bei Alben und Bands verwendet, welche sich sonst nicht mit Fantasy-Themen beschäftigen. Als Bands mit einem teilweise starken Folk-Einschlag sind vor allem Summoning, Ensiferum, Blind Guardian, Rhapsody of Fire und Manowar zu nennen. Auch Symphonic-Metal-Bands wie Nightwish oder Within Temptation sowie Xandria oder die Sängerin Tarja verwenden in ihren Songs Fantasyelemente.

### Malerei
Die moderne Fantasy-Malerei hat im westlichen Kulturkreis ihre Vorläufer in den antiken und mittelalterlichen Bestiarien und im Werk von Hieronymus Bosch (1460–1516). Viele von ihm dargestellte Bildthemen – wie variierte menschliche Darstellungen in Verbindung mit Fauna und Flora, belebte Objekte und spielerische Formgebungen – kehrten thematisch in der Fantasy-Kunst des späten 20. Jahrhunderts wieder. Es gibt Monster und unmögliche Strukturen, bizarre Landschaften sowie ein beim Betrachter hervorgerufenes Gefühl des Unwirklichen, das häufig auf Stilelemente des Surrealismus zurückgreift.
Der Maler Johann Heinrich Füssli und sein Nachfolger William Blake wandten sich im 18. Jahrhundert in revolutionärer Weise phantastischen, mythologischen und grotesken Themen zu, und sind bis heute für Fantasy- und Gothic-Malerei inspirierend. Eine erste große Blüte erlebte diese Art der Malerei in der Viktorianischen Epoche, als eine große Anzahl fiktiver Erzählungen, oft in Form des seit der Romantik beliebten Ritterromans, einer Wiederbelebung des mittelalterlichen höfischen Romans, kombiniert mit fortschrittlicheren Mal- und Drucktechniken zu einer Welle illustrierter Bücher für die Bevölkerung englischsprachiger Länder führte.
Der Schweizer Maler und Medienkünstler Matthias A. K. Zimmermann kreiert Bilderwelten mit Fantasy-Elementen: Raumdarstellungen und Bildmotive sind der mittelalterlichen Malerei entliehen, sie zeigen Drachen, Einhörner, Tiere und weitere Referenzen wie ein mittelalterliches Weltbild und die Sonne aus Flammarions Holzstich.
Bedeutende Fantasy-Maler sind Luis Royo, Frank Frazetta, Boris Vallejo, Roger Dean, Patrick Woodroffe, Alan Lee, John Howe, Ted Nasmith, Chris Foss sowie die Gebrüder Greg und Tim Hildebrandt.